# Aulos (blaasinstrument)
Een aulos (meervoud: auloi) is een blaasinstrument uit de oud-Griekse en de oud-Egyptische muziek. Er zijn ook Etruskische afbeeldingen van zijn bekend. Het woord αὐλός had in het Oudgrieks oorspronkelijk de betekenis van buis.
Auloi zijn in twee varianten gemaakt: de meest voorkomende variant had twee speelpijpen die van een dubbelriet waren voorzien. De buis is cilindrisch (overal even wijd). Gecombineerd met een riet (enkel of dubbel) gedraagt hij zich als een gesloten orgelpijp: klinkt een octaaf lager dan een open pijp en blaast niet over naar het octaaf, maar naar de duodeciem. Hij heeft alleen de even boventonen en daardoor een wat melancholiek timbre. De aulos is derhalve geen hobo, wat velen menen, maar een klarinet. De meest verwante opvolger is de Sardijnse Launeddas, die er nog een derde (bourdon)pijp bijgekregen heeft. Door classici wordt het woord aulos vaak verkeerd vertaald als 'dubbelfluit'. Eén pijp was bedoeld voor begeleiding of als bourdon. De andere pijp werd gebruikt om de melodie te spelen. De tweede en zeldzamere variant had slechts één pijp: de monaulos. De aulos wordt bespeeld met 'circulaire ademhaling': men blaast met bolle wangen en heeft zodoende wat reservelucht, ademt in door de neus en blijft met de wangen blazen. Het effect is niet ongelijk aan de doedelzak. Ook de genoemde launeddas, de didgeridoo en alle volksschalmeien worden zo bespeeld.

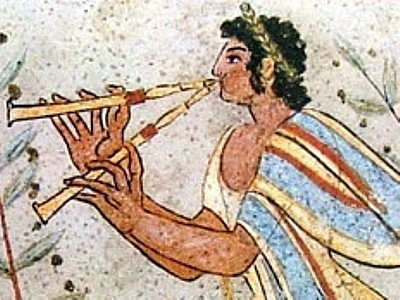
Etruskische variant

De oudste afbeelding van een aulos die gevonden is, stamt uit de 30e eeuw v.Chr., en is afkomstig van de Cycladische beschaving. Auloi waren in de Oud-Egyptische muziek populair. Ze werden daar gebruikt vanaf ongeveer de 28e eeuw v.Chr. en legden de basis voor de typische Egyptische muziek, maar auloi zijn vooral uit het oude Griekenland bekend. Daar genoot het instrument weinig status, omdat het vaak door slaven, feestgangers en prostituees werd bespeeld. Plato legde een verband tussen Dionysos, Korybantes en de aulos en verbande het instrument dan ook uit zijn Politeia. Het instrument stond ook in de mythologie in kwade reuk: satyr Marsyas was volgens de mythe de uitvinder van de aulos. Hij daagde lierspeler Apollon uit voor een muzikale wedstrijd. De winnaar mocht met de verliezer 'alles doen wat hij wilde' en Marsyas dacht daarbij aan iets in de erotische sfeer. Hij verloor jammerlijk en kreeg als straf dat hij aan een boom werd opgehangen om daarna levend te worden gevild.
Het instrument genoot evenwel een grote populariteit: ook bij sport was hij onmisbaar en er waren wedstrijden voor auleten. Het  waren de popmusici van hun tijd en we kennen nog namen van beroemdheden.
Er is maar een klein aantal oud-Griekse auloi uit circa 400 v.Chr. gevonden. De meest complete is in het British Museum, de Elgin aulos, en is van hout. Het Louvre heeft er een van palmhout (buxus) en Museum Vosbergen in Eelde is in het bezit van een vrij complete Aulos. Deze is van hertenbot gemaakt: de middenvoetsbeentjes van een damhert. Hij wordt getoond samen met een eveneens van hertenbot gemaakte kopie.
Aulos kreeg later ook de betekenis van fluit, klarinet of trompet. Dat was dus toch volgens de klassieke lexica.

## Italië
De aulos werd in het Latijn tibia genoemd. Er liggen in Napels enkele tibia's uit Pompeï van 79 n.Chr., maar die kunnen beter als een ander instrument worden beschouwd. Deze veel latere instrumenten zijn met brons bekleed. De bronzen mantel is van vingergaten voorzien en kan gedraaid worden. Samen met de benen binnenbuis kunnen zo auloi met meerdere toonsoorten gemaakt worden.
Er wordt op Sardinië nog steeds een instrument bespeeld, de launeddas, dat uit twee of drie rietpijpen bestaat met enkelrieten, die zo in de mond worden gestoken. 

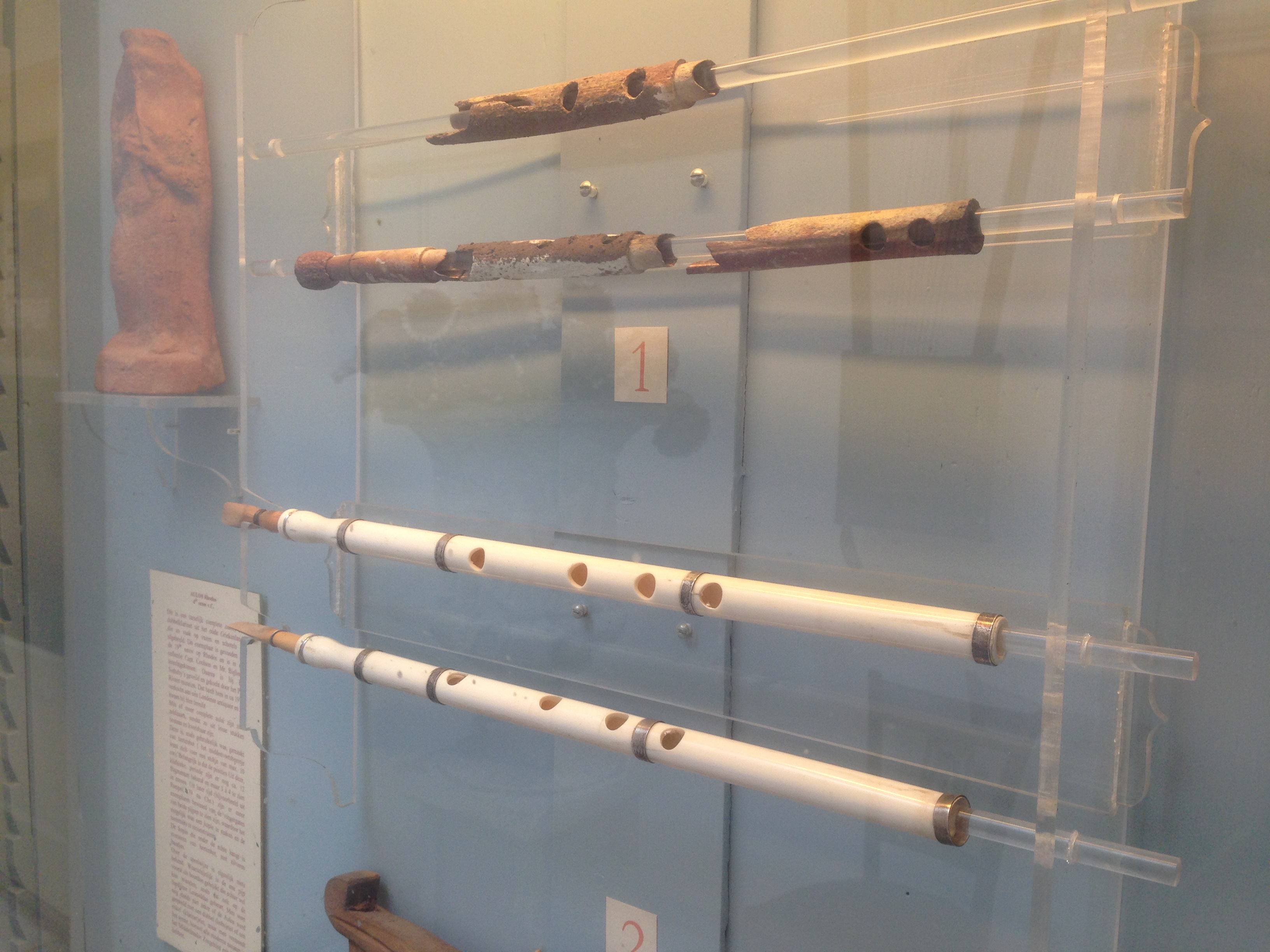
Oudgriekse auloi, bovenaan, onder de van damhertenbot gemaakte kopie Vosbergen.